# Dámaso Berenguer
Dámaso Berenguer y Fusté, I Conde de Xauen (San Juan de los Remedios, Cuba, 4 de agosto de 1873 — Madrid, 19 de maio de 1953) foi um político da Espanha. Ocupou o lugar de presidente do governo de Espanha de 1930 a 1931.